# Сахарская лягушка
Сахарская лягушка (лат. Pelophylax saharicus) — вид бесхвостых земноводных семейства настоящих лягушек (Ranidae). Встречается в Египте, Ливии, Тунисе, Алжире, Марокко, испанской Северной Африке (Сеута и Мелилья) и Западной Сахаре. Этот также был завезён на Гран-Канарию (Канарские острова).

## Описание
Сахарская лягушка — крупный вид, длина исключительной самки из Марокко составляла 104,5 мм. Вид похож на пиренейскую лягушку (Pelophylax perezi) и опубликованное описание может частично относиться к этому виду. Голова такой же ширины, что и длина, морда овальная, глаза с горизонтальными зрачками. У самцов на горле есть пара голосовых мешочков. Хребет соединяет ноздри и верхние веки и продолжается до паха, отделяя спину от боков. Задние лапы перепончатые. Цвет варьирует от зелёного до коричневого или смешанными вариантами, иногда с более тёмными пятнами. У некоторых лягушек вдоль позвоночника есть желтоватая или зеленоватая линия. Ноги всегда в пятнах или полосах.

Сахарская лягушка (Pelophylax saharicus), Марокко
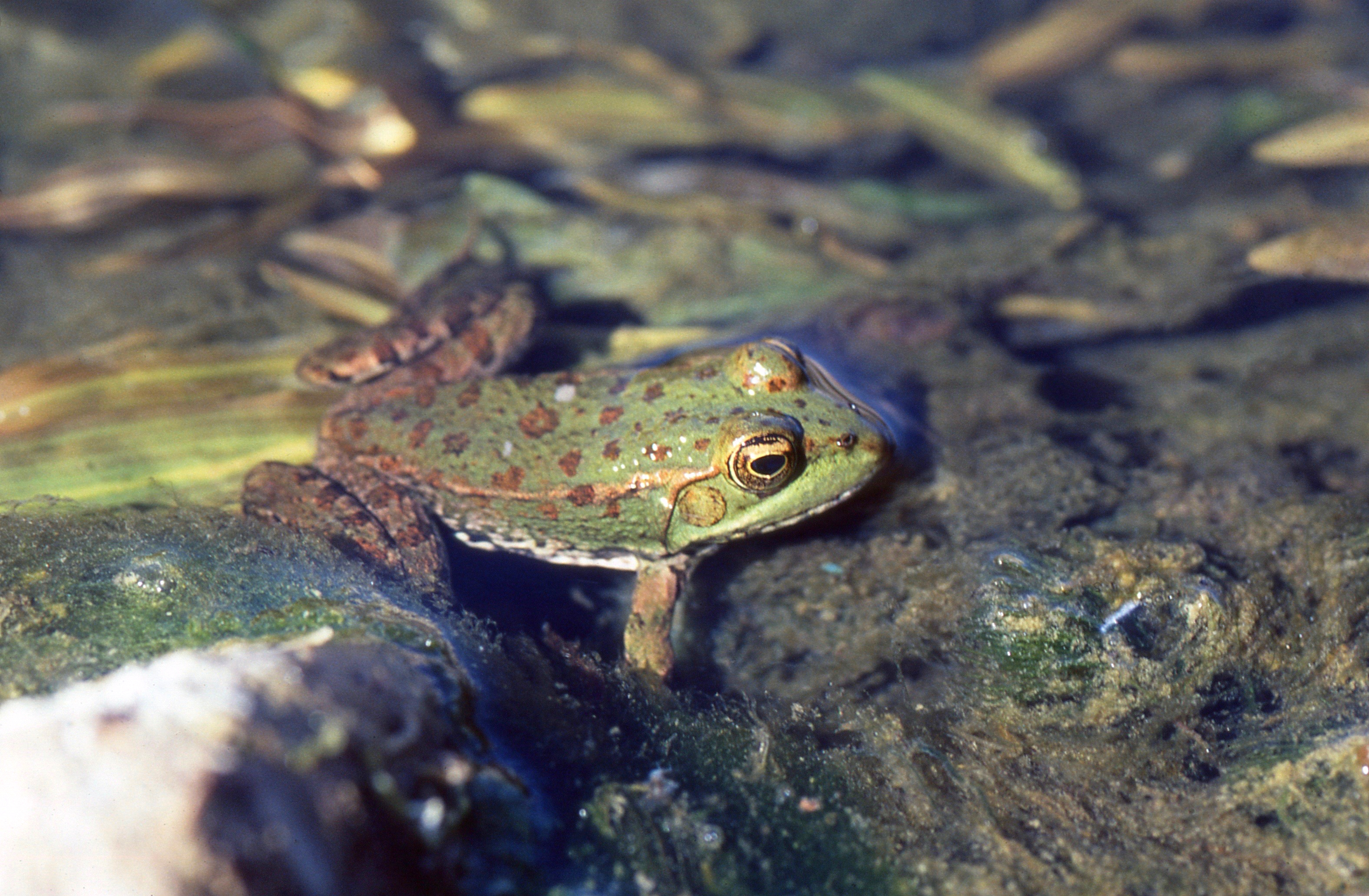
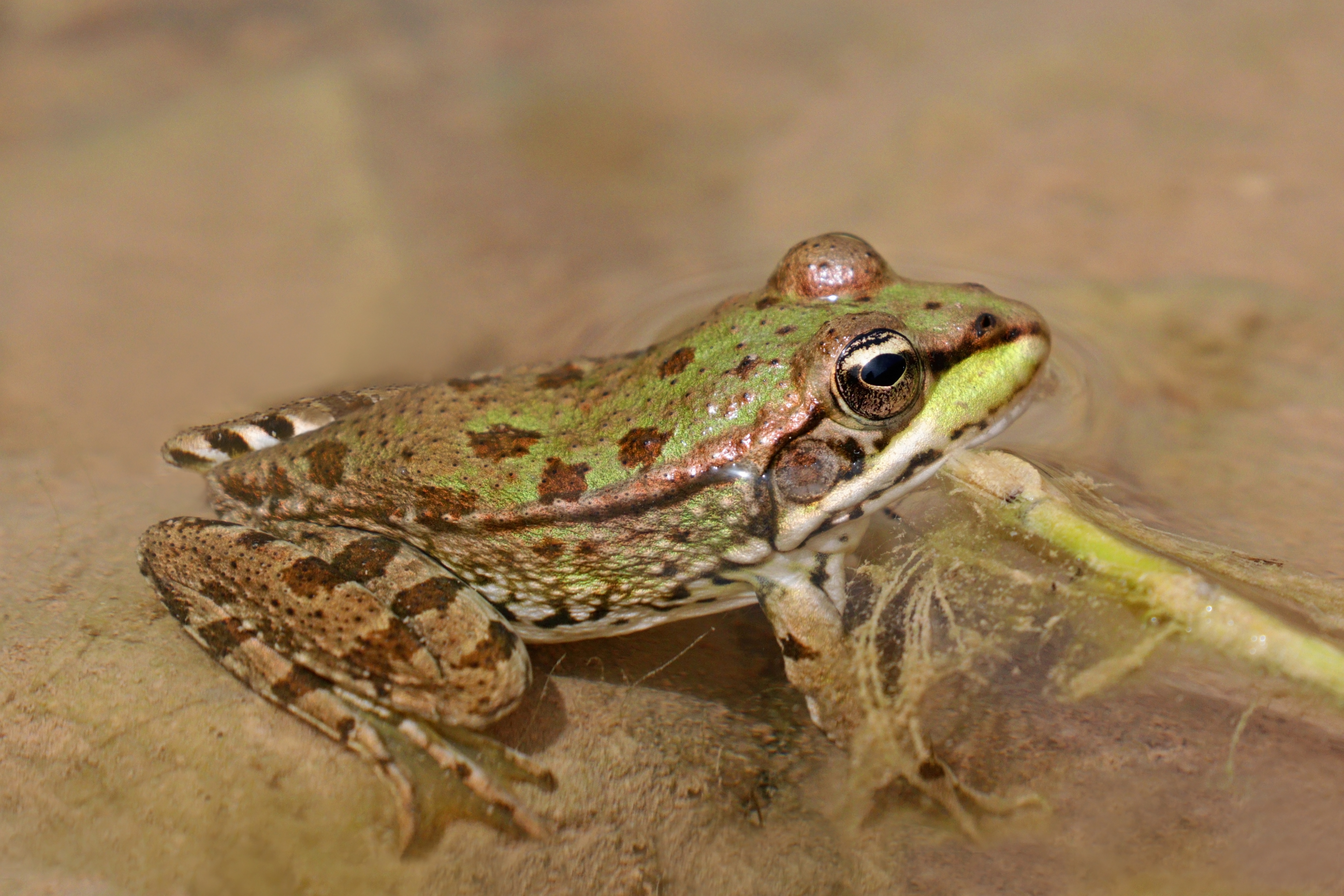
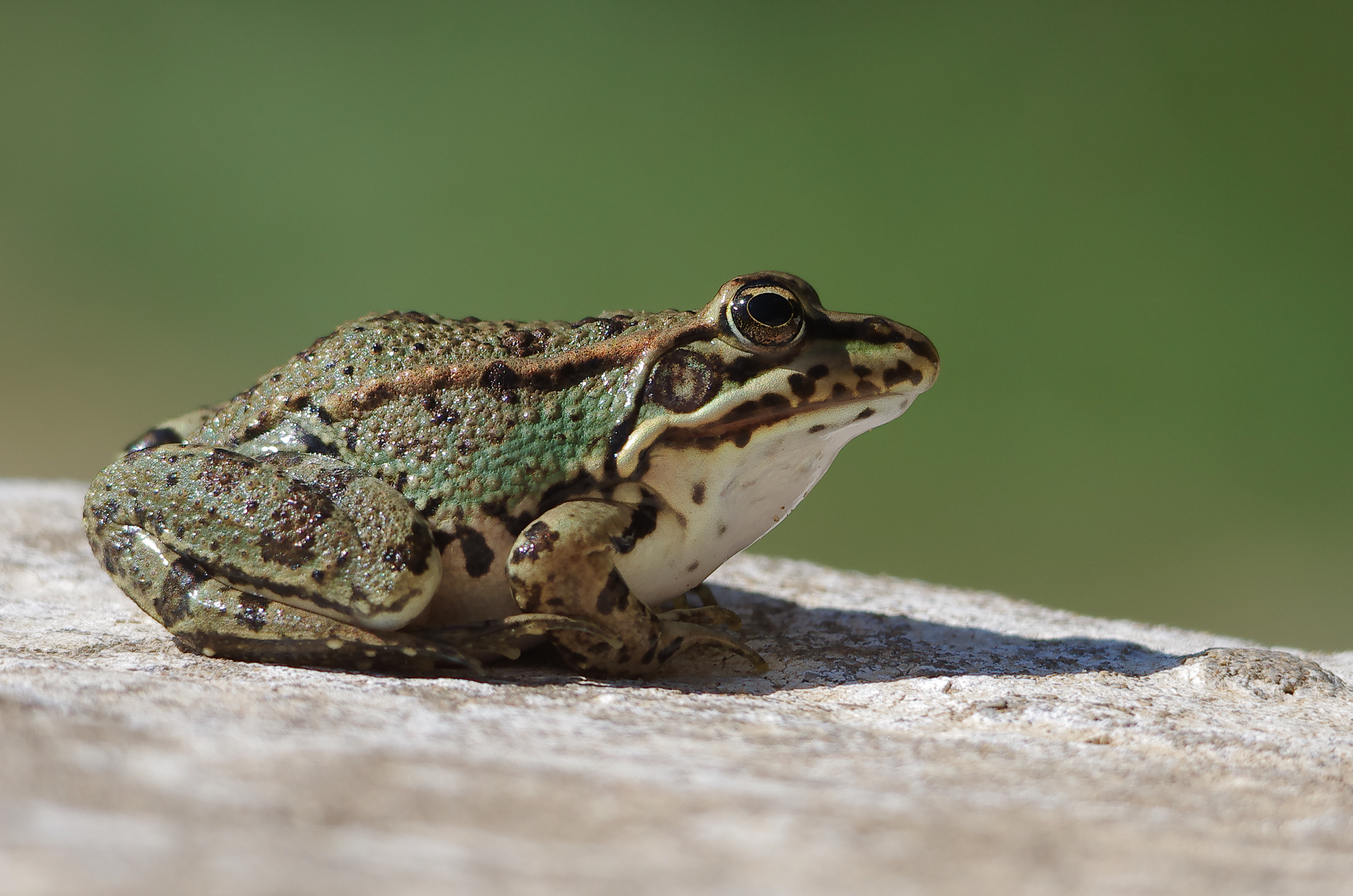

## Ареал и местообитание
Этот вид встречается в Северной Африке, где его ареал включает Западную Сахару, Марокко, Алжир, Тунис, Ливию и Египет. Он также был завезён на Канарские острова. Вид водный, обитает в ручьях, оазисах, оросительных каналах, озёрах и других водоёмах и вблизи них.

## Охранный статус
Сахарская лягушка изобилует там, где есть подходящая среда обитания водно-болотных угодий. Хотя популяция вида остаётся стабильной, чрезмерная эксплуатация и загрязнение водных источников могут угрожать этому виду в будущем. Международный союз охраны природы классифицирует природоохранный статус вида как «вызывающий наименьшие опасения».